# Puccinia subdecora
Puccinia subdecora ist eine Ständerpilzart aus der Ordnung der Rostpilze (Pucciniales). Der Pilz ist ein Endoparasit des Korbblütlers Brickellia grandiflora. Symptome des Befalls durch die Art sind Rostflecken und Pusteln auf den Blattoberflächen der Wirtspflanzen. Sie ist im Westen der USA verbreitet.

## Merkmale

### Makroskopische Merkmale
Puccinia subdecora ist mit bloßem Auge nur anhand der auf der Oberfläche des Wirtes hervortretenden Sporenlager zu erkennen. Sie wachsen in Nestern, die als gelbliche bis braune Flecken und Pusteln auf den Blattoberflächen erscheinen.

### Mikroskopische Merkmale
Das Myzel von Puccinia subdecora wächst wie bei allen Puccinia-Arten interzellulär und bildet Saugfäden, die in das Speichergewebe des Wirtes wachsen. Ihre Spermogonien wachsen beidseitig auf der Oberfläche der Wirtsblätter und an Stängeln. Die Aecien der Art wachsen um die Spermogonien herum und sind dunkelbraun. Ihre zimtbraunen Aeciosporen sind 25–30 × 20–25 µm groß, eiförmig bis langellipsoid und warzig. Die beidseitig wachsenden Uredien des Pilzes sind versprengt und ähneln ansonsten den Aecien. Die blattunterseitig wachsenden Telien der Art sind schokoladenbraun, pulverig und unbedeckt. Die dunkel kastanienbraunen Teliosporen sind zweizellig, in der Regel ellipsoid bis eiförmig, runzlig und meist 30–44 × 18–28 µm groß. Ihre Stiele sind farblos und bis zu 30 µm lang.

## Verbreitung
Das bekannte Verbreitungsgebiet von Puccinia subdecora umfasst die US-amerikanischen Rocky Mountains von Wyoming bis Kalifornien.

## Ökologie
Die Wirtspflanze von Puccinia subdecora ist Brickellia grandiflora. Der Pilz ernährt sich von den im Speichergewebe der Pflanzen vorhandenen Nährstoffen, seine Sporenlager brechen später durch die Blattoberfläche und setzen Sporen frei. Die Art durchläuft einen makrozyklischen Entwicklungszyklus mit Spermogonien, Aecien, Telien und Uredien. Als autöker Parasit macht sie keinen Wirtswechsel durch.